# Myrmekiaphila coreyi
Espèce
Myrmekiaphila coreyi est une espèce d'araignées mygalomorphes de la famille des Euctenizidae.

## Distribution
Cette espèce est endémique des États-Unis. Elle se rencontre dans le Nord-Ouest de la Floride et dans le Sud-Ouest de la Géorgie..

## Étymologie
Cette espèce est nommée en l'honneur de David Corey.

## Publication originale
- Bond & Platnick, 2007 : A taxonomic review of the trapdoor spider genus Myrmekiaphila (Araneae, Mygalomorphae, Cyrtaucheniidae). American Museum novitates, no 3596, p. 1-30 (texte intégral).